# Bernhard Blanke
Bernhard Blanke (* 8. März 1941 in Stuttgart; † 5. August 2014) war ein Politikwissenschaftler und emeritierter Professor der Universität Hannover.

## Leben
An der Universität Tübingen studierte Bernhard Blanke von 1961 bis 1967 Philosophie und Rechtswissenschaft und an der Freien Universität Berlin studierte er Politikwissenschaft. Neben seinem Studium der Volkswirtschaftslehre und Geschichte arbeitete Blanke von 1968 bis 1974 als wissenschaftlicher Assistent am Fachbereich Politikwissenschaft an der Freien Universität Berlin. Anschließend promovierte er 1975 am Fachbereich Politische Wissenschaft. 1978 habilitierte Blanke für das Fach Wissenschaft von der Politik an der Universität Hannover, wo er zuvor seit 1975 als Akademischer Rat am Seminar für Wissenschaft von der Politik gearbeitet hatte. 1982 wurde Blanke als Professor an der Universität Hannover im Fachbereich Geschichte, Philosophie und Sozialwissenschaft eingestellt. 2006 wurde er dort emeritiert.
1967 war Blanke Gründungsmitglied und Geschäftsführer des Republikanischen Clubs in Berlin.
Seit 1983 war er Mitherausgeber der Zeitschrift Leviathan und der Reihe Gesellschaftspolitik und Staatstätigkeit beim Verlag Leske + Budrich (zusammen mit Roland Czada, Hubert Heinelt, Adrienne Héritier, Gerhard Lehmbruch und Manfred G. Schmidt). Zahlreiche Aufenthalte füllten sein Lebenslauf. Unter anderem als Visiting Fellow an der University of Warwick und der University of Bristol. Seit 1991 gehörte Blanke zum International Advisory Board der Zeitschrift policy & politics (University of Bristol). Seit 1993 war Blanke Leiter der „Sozialpolitik und Public Policy“ am Institut für Politische Wissenschaft an der Universität Hannover. Seit 1995 Gründungsmitglied und Co-Direktor der Forschungsstelle "Gesundheitsökonomie und Gesundheitssystemforschung" an der Universität Hannover und seit war er 1999 Mitglied der Arbeitsgruppe European Studies, FB Geschichte, Philosophie u. Sozialwissenschaften, Universität Hannover.
Seine Forschungsschwerpunkte waren:
- Staatsmodernisierung und Verwaltungsreform
- politische Steuerung des gesellschaftlichen Wandels
- Beratungstätigkeit für den öffentlichen Sektor

## Inhalt der wichtigsten Veröffentlichungen
In den 1970er Jahren zählte Blanke zu den Wortführern der neomarxistischen Staatsableitungsdebatte.
Zu Blankes Hauptveröffentlichungen zählen Zuwanderung und Asyl in der Konkurrenzgesellschaft, Handbuch zur Verwaltungsreform und Vom aktiven zum aktivierenden Staat.
Schlagworte des Sachbuchs Zuwanderung und Asyl in der Konkurrenzgesellschaft sind unter anderem: Migration, Bevölkerungsentwicklung, Ausländerpolitik, Fremdenfeindlichkeit, Multikulturalität und Zuwanderung.
Es stellt sich die Frage, ob der „Asylkompromiss“ das Zuwandererproblem löst. Kenner der Lage, der politischen und rechtlichen Rahmenbedingungen beleuchten die verschiedenen Aspekte und bieten der Diskussion eine sachliche Basis.
Die Verwaltungsreform beschäftigt nach wie vor Bund, Länder und Gemeinden. Konzeptionell sind die diskutierten Ansätze und Instrumente in erheblichem Umfang geklärt, jedoch besteht bei der Umsetzung von Maßnahmen in ebenso großem Maße Unsicherheit und Orientierungsbedarf. Das Handbuch zur Verwaltungsform liefert einen Beitrag zur Einordnung unterschiedlicher Konzepte und Orientierung für die Umsetzung der Verwaltungsreform. In 48 Artikeln und 60 Beiträgen werden Konzepte der Verwaltungsreform vorgestellt, ihr Entstehungszusammenhang erläutert, praktische Anwendungsfelder beschrieben und Entwicklungsperspektiven untersucht.
Auch die aktuelle Diskussion um Staat, Staatlichkeit, Governance, Markt, Gemeinschaft und den Dritten Sektor sind zurzeit umstrittene Themen, welche Blanke in seiner Veröffentlichung Vom aktiven zum aktivierenden Staat anspricht. Bezugspunkte der Reformdebatten und Innovation sind unter anderem das Konzept des aktivierenden Staates, Leitlinien des aktivierenden Staates in der Praxis und der alte Staat und die Reformen sind Handlungsspielräume der Modernisierung.

## Schriften (Auswahl)
- Kritik der politischen Wissenschaft, Band I, Frankfurt/Main, New York: Campus-Verlag, 1975, ISBN 3-585-32504-1
- Kritik der politischen Wissenschaft, Band II, Frankfurt/Main, New York: Campus-Verlag, 1975, ISBN 3-585-32505-X
- Grossstadt und Arbeitslosigkeit. Ein Problemsyndrom im Netz lokaler Sozialpolitik, Opladen: Westdeutscher Verlag, 1987, ISBN 3-531-11909-5
- Zuwanderung und Asyl in der Konkurrenzgesellschaft, Opladen: Leske und Budrich, 1993, ISBN 3-8100-1120-7 (Herausgeber)
- Handbuch zur Verwaltungsreform, 4., aktualisierte und erg. Auflage, Wiesbaden: VS-Verlag, 2011, ISBN 978-3-531-17880-6 (Herausgeber, erste Auflage Opladen: Leske und Budrich, 1998, ISBN 3-8100-1808-2).